# Enispa convexa
Enispa convexa är en kräftdjursart som först beskrevs av Richardson 1905.  Enispa convexa ingår i släktet Enispa och familjen Cymothoidae. Inga underarter finns listade i Catalogue of Life.